# Vöröstüskés csucsor
A vöröstüskés csucsor (Solanum pyracanthos), a burgonyafélék (Solanaceae) családjába tartozó növény. Madagaszkáron és az Indiai-óceán keleti szigetein őshonos. Könnyen felismerhető a szárain szőrszerűen elhelyezkedő és levelein található élénk narancssárga tüskékről. A növény minden része mérgező, hasonlóan rokonához a közép-amerikai csucsorhoz (Solanum wendlandii).

## Elnevezése
Angol neve Porcupine Tomato (magyar tükörfordítása „tüskés paradicsom”), ami utal arra, hogy a növény rokonságban áll a paradicsommal.

## Származása, elterjedése
A növény Madagaszkár szigetén őshonos, de számos indiai-óceáni trópusi szigeten megtalálható egészen Kelet-Indiáig.

## Leírása
A vöröstüskés csucsor örökzöld cserje, mely a több mint 1500 tagot számoló csucsor nemzetség tagja. Ide tartozik többek között a paradicsom (Solanum lycopersicum), a burgonya (Solanum tuberosum), a padlizsán (Solanum melongena) és a közép-amerikai csucsor (Solanum wendlandii) is. Ez utóbbival és számos közeli rokonával együtt mérgezőnek számít. A nemzetség több tagjára is jellemző ez, például a burgonya termése is sokakat mérgezett meg a növényt még nem ismerő európaiak közül.
A cserje jellegzetessége, hogy szinte minden része kisebb-nagyobb tüskékkel borított. Természetes élőhelyén 1,5-3 méter magasra is megnő.

### Levelei
A levelei kissé szürkés, fehéres árnyalatúak. Felületén finom szőrszálak találhatók és teljesen beborítják és bársonyos felületet nyújtanak a növénynek. Levelei emlékeztetnek a paradicsoméra, de ezek sokkal erősebben tagoltak, szélei hullámosak. A levélvégek lekerekítettek. Erezeteiből tüskék nőnek ki, melyek évszaktól függően változó méretűek, de általában 2 cm körüli hosszig nőnek meg. A tüskék színe élénk sárga, narancssárga, de gyakran vöröses színt is fel lehet ismerni rajtuk. A levelek méretének aránya (szélesség/hosszúság): 1/3-1/4. Fontos, hogy fogyasztásra nem alkalmas mert mérgező!

### Szára
Törzsét sárga színű tüskék borítják keresztmetszete hengeres. Szára szerteágazó, kétéves korától kezd el bokrosodni. Mérete elérheti a két métert is szobakörülmények között. Mérgező.

### Virágai
A párta és a csésze összeforrása miatt öttagú lila virágai bogernyőbe tömörülnek. Bibéje és porzója a tüskékhez hasonló élénk sárga színű. Virágai formában nagyon hasonlítanak a burgonyáéhoz, de méretében nagyon eltér tőle, jellemzően 6–21 cm-esek. Mérgező.

### Termés
1-1,2 cm-es méretig nőnek meg. Termése húsos, nedvdús és puha. Angol nevét is erről kapta. Méregtartalma miatt emberek és állatok számára nem ehető.

## Tartása
A növény termése általában életképes magvakat tartalmaz. Ezt csak enyhén savas vagy enyhén lúgos talajba lehet ültetni. Különösen nagy tápanyagigénye nincs. A vöröstüskés csucsor számára fontos a meleg és a sok napsütés mivel trópusi éghajlatról származik. Közép-európai éghajlaton nyári időszakban kellemesen érzi magát, de télen csak is lakásban tartható. A meleget jól nélkülözi, de a napsütés hiányát nehezen tűri. A növényt csak ritkán kell tápoldatozni és azt is csak ritkán, évente párszor. Vízigénye nem túl nagy, de a nyári melegben sűrűn kell pótolni. Hűvösebb időben hetente 1-2 szer elég megöntözni. Bár a hideget nem bírja hosszabb ideig, de egy hétig a 10-15 °C körüli hőmérsékleten elél. Ez után előfordulhat, hogy a növény leveleket hullat vagy olyan mint ha elhalna, de amint újra a megfelelő hőmérsékleten van elkezd fejlődni és növekedni. Téli hónapokban az ideális hőmérséklet 25 °C de 20 °C-ig semmi gond vele, nyáron élvezi a magyaros 30+ °C is.

## Mérge
A burgonyafélék sokasága mérgező részben vagy egészben. Míg a burgonyának csak termése a mérgező, addig a vöröstüskés csucsornak minden része, hasonlóan a nadragulyához vagy a közép-amerikai csucsorhoz.
Sok rokonfajnak csak egyes részei mérgezőek, ezek és a teljesen mérgező társaik is a növényevők elleni védelemként fejlesztették ki a különböző mérgeket.
A vöröstüskés csucsorban főleg tropán-vázas alkaloidokat (atropint, L-hioszciamint és belladonint) tartalmaz és súlyosan mérgező. Kellő mennyiségű termés vagy egyéb rész (tüske, levél, törzs vagy gyökér) elfogyasztása halált is okozhat. Kellemetlenséget jelenthet a növény tüskéjének szúrása is. Az összalkaloidok nagy részét az L-hioszciamin teszi ki, amely a szárítás során atropinná alakul, emellett kisebb mennyiségben belladonnin és nyomokban szkopolamin, apoatropin, kuszkohigrin, metilpirrolidin, tropin is előfordul benne. Ősszel vagy tavasszal tartalmazza a legtöbb hatóanyagot.

## Képek

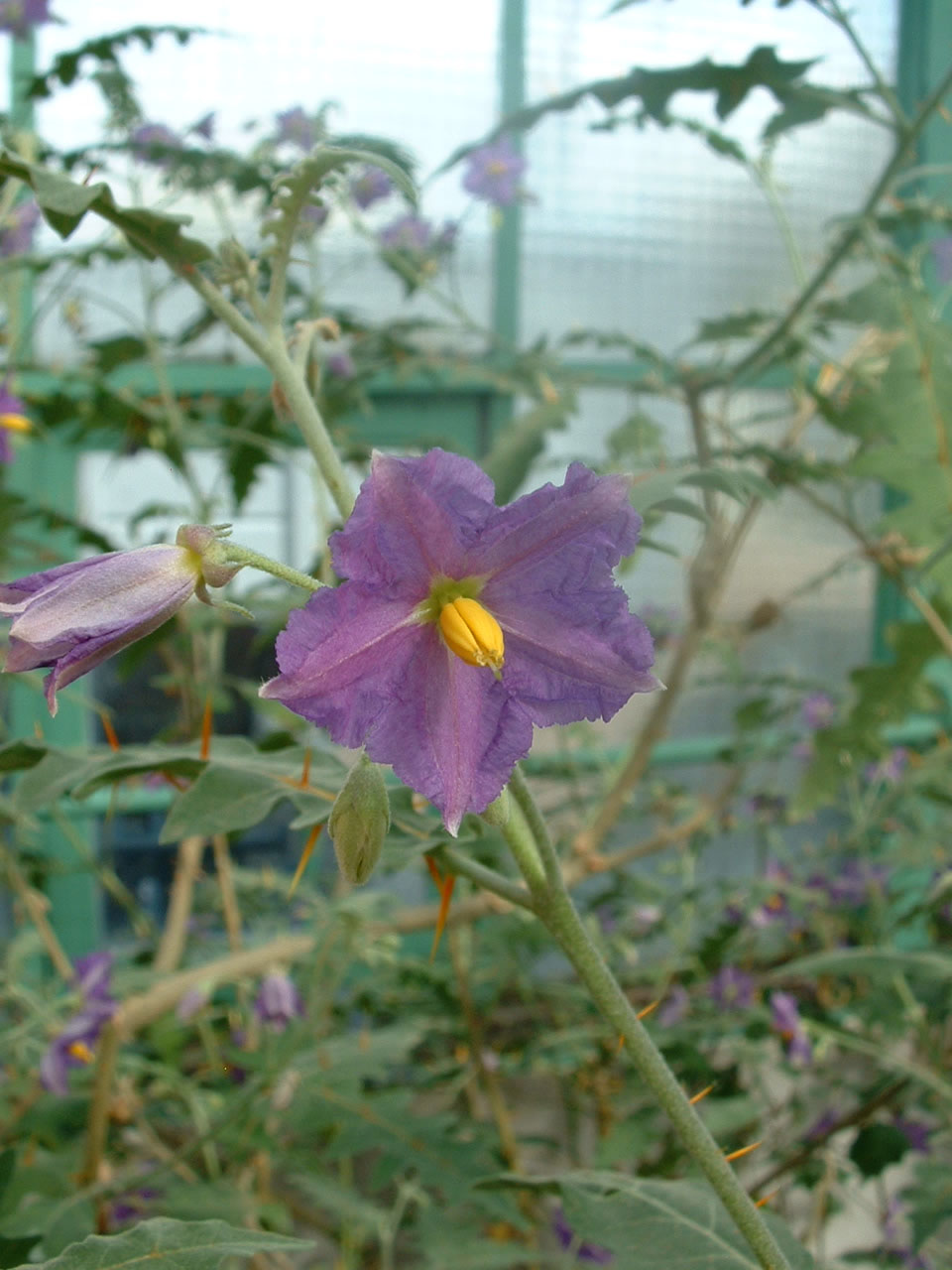
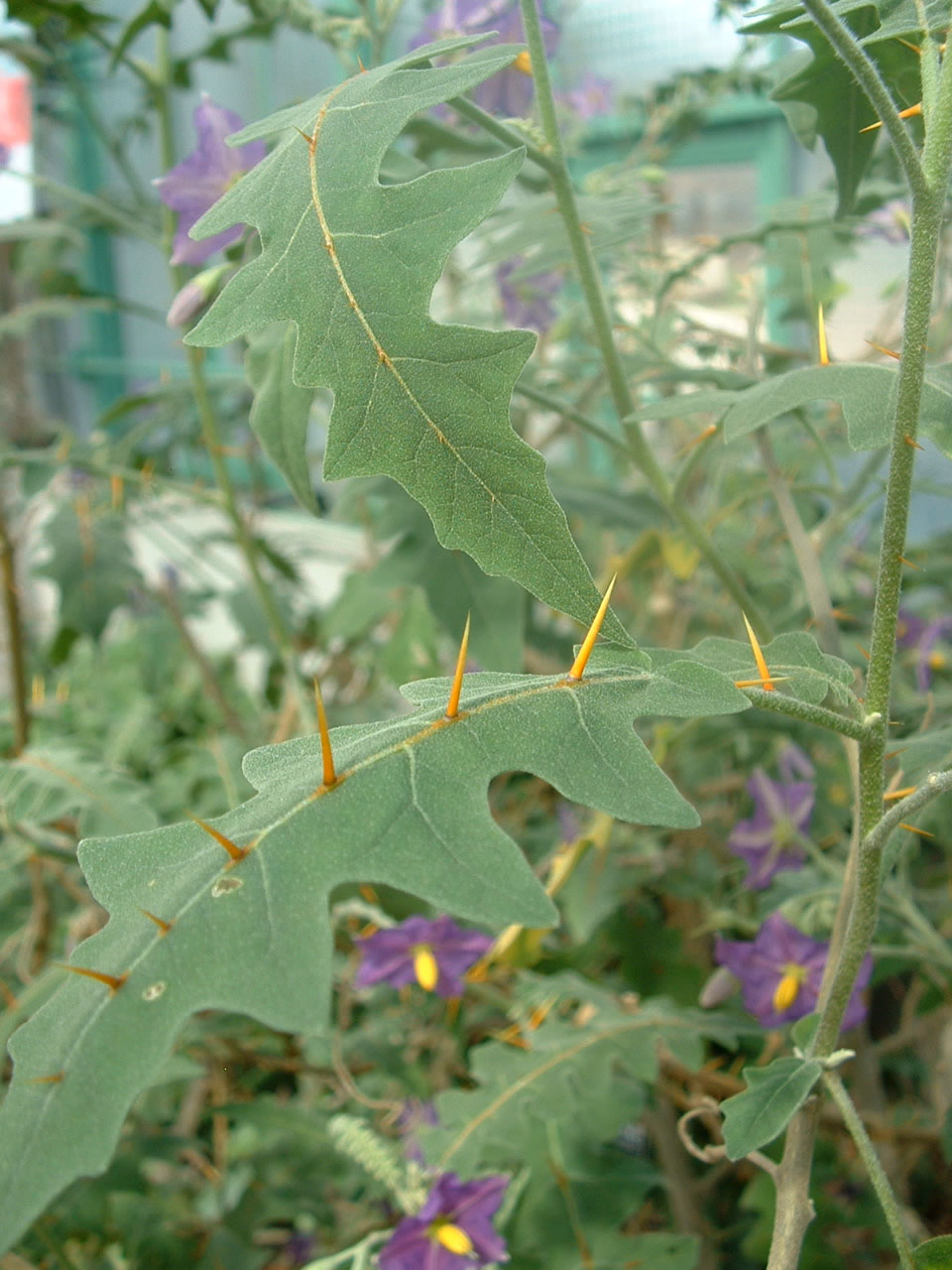
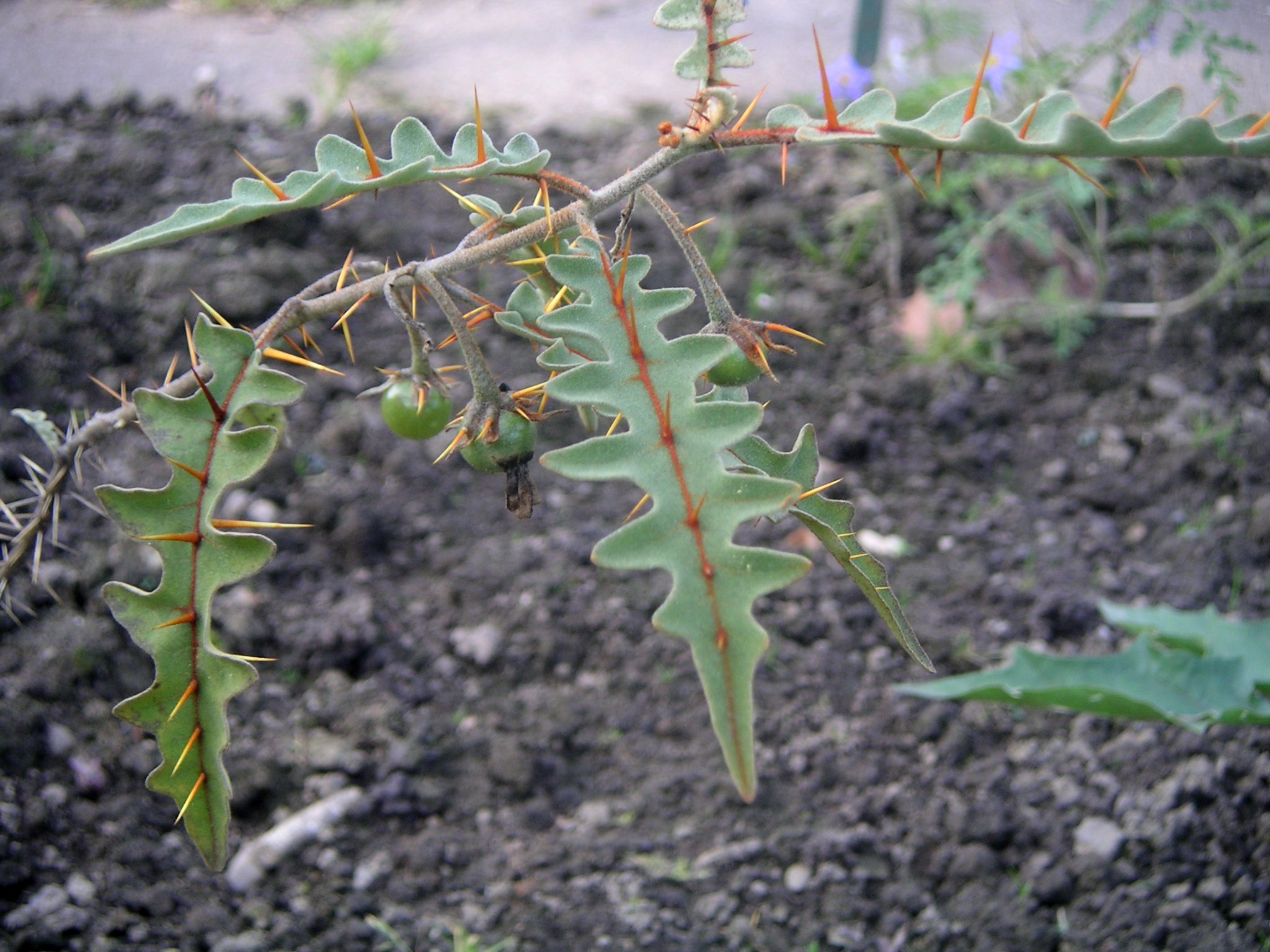
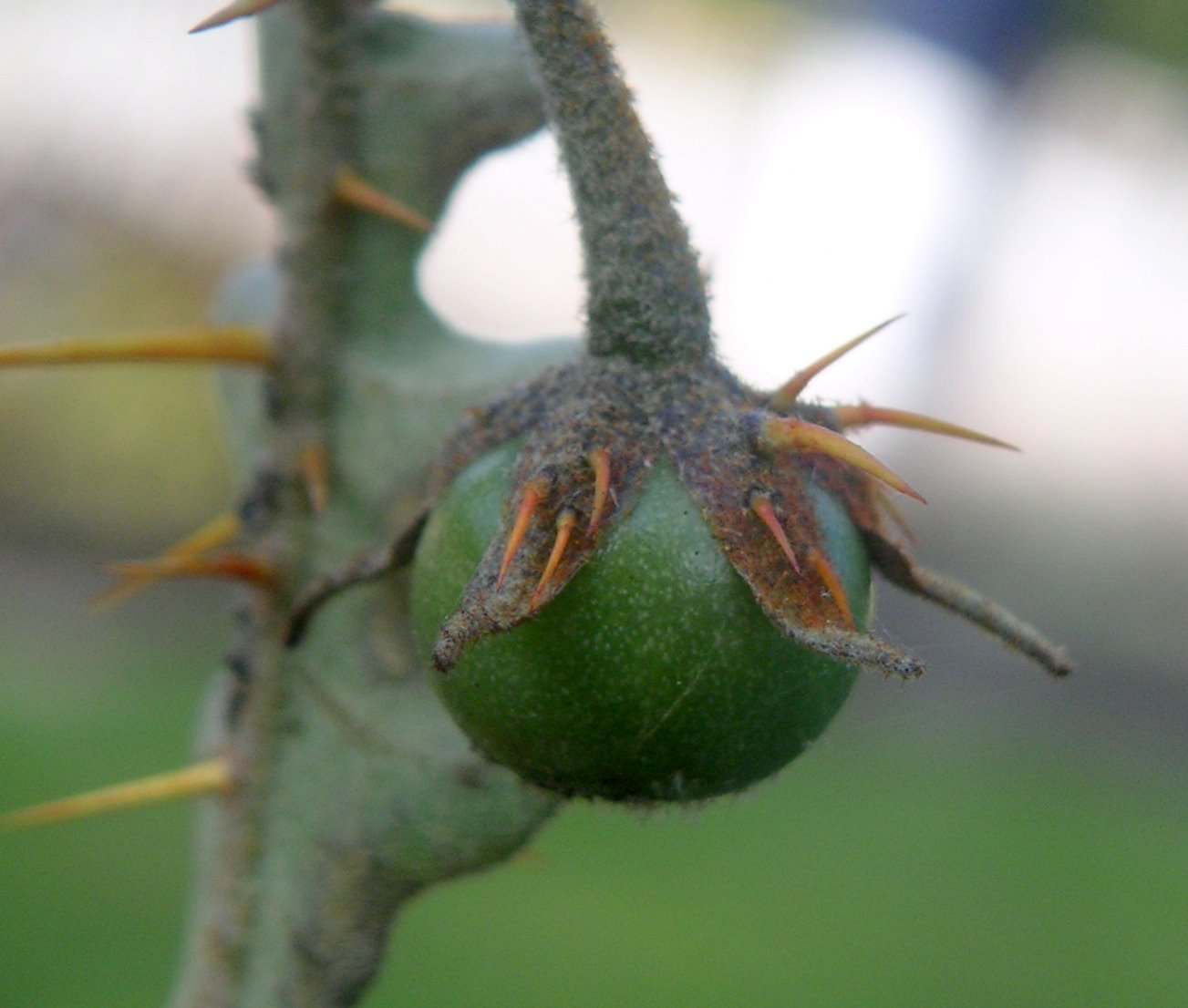

## Fordítás
- Ez a szócikk részben vagy egészben  a    Tomat landak című indonéz Wikipédia-szócikk ezen változatának fordításán alapul.  Az eredeti cikk szerkesztőit annak laptörténete sorolja fel. Ez a jelzés csupán a megfogalmazás eredetét és a szerzői jogokat jelzi, nem szolgál a cikkben szereplő információk forrásmegjelöléseként.